# جمهوری افغانستان
جمهوری افغانستان (پشتو: د افغانستان جمهوریت; دری: جمهوری افغانستان) نام اولین نظام سیاسی در کشور افغانستان پس از اتمام سلطنت در تابستان ۱۳۵۲ تا ثور ۱۳۵۷ بود. کودتای بدون خونریزی محمد داوود خان سب شد پسر عموی او، محمد ظاهر شاه از سمت برکنار شده و به پادشاهی در افغانستان پایان داده شد. داود نام نظام سیاسی خود را جمهوری نامید در حالی که هیچ انتخابات ریاست جمهوری در آن صورت نگرفت و تا چند سال پارلمان منحل شده و قانون اساسی ملغی گردیده بود. داوود به‌دلیل سیاست‌های ترقی‌خواهی‌اش و تلاش برای مدرن‌کردن کشور برای پشتون‌ها با کمک اتحاد جماهیر شوروی، ایالات متحده آمریکا و دیگر کشورها شناخته می‌شود.
در سال ۱۹۷۸ در پی یک کودتای نظامی خشونت‌بار که به عنوان انقلاب ثور شناخته می‌شود، داوود خان در محل اقامتش در ارگ ریاست‌جمهوری به همراه اعضای خانواده‌اش ترور شد. این ترور توسط حزب کمونیست دموکراتیک خلق افغانستان برنامه‌ریزی شده بود که با حمایت شوروی انجام شد. در پی دولت جدیدی که به‌شدت توسط شوروی پشتیبانی می‌شد با نام جمهوری دموکراتیک افغانستان ایجاد شد.

## تاریخ

### تشکیل
در ژوئیه ۱۹۷۳، زمانی که ملک محمد ظاهر شاه، پادشاه وقت افغانستان، در ایتالیا تحت عمل جراحی چشم و همچنین درمان کمر قرار داشت؛ پسر عمو و برادر شوهرش و نخست وزیر سابق محمد داوود خان در کابل کودتا کرد. این کودتا پادشاهی افغانستان را سرنگون کرد و به جای آن دولت تک حزبی تأسیس کرد. ژنرال داوود یک دهه پیش از آن توسط ملک ظاهر مجبور به استعفا از سمت نخست‌وزیری شده بود. پادشاه ماه بعد به جای خطر یک جنگ داخلی تمام عیار، از سلطنت کناره‌گیری کرد.

### قانون تک حزبی
پس از به دست گرفتن قدرت، داود خان که خود را به عنوان اولین رئیس‌جمهور افغانستان معرفی کرده بود، حزب سیاسی خود را به نام حزب انقلابی ملی تأسیس کرد. این حزب تنها کانون فعالیت سیاسی در کشور شد. در ژانویه ۱۹۷۷، یک لویه جرگه پس از انتخابات مجلس قانون اساسی تشکیل شد و قانون اساسی جدیدی را تصویب کرد که یک دولت تک حزبی ریاست جمهوری را با مخالفت‌های سیاسی سرکوب می‌کرد، گاهی اوقات با خشونت. همچنین در سال ۱۹۷۳، محمد هاشم میوندوال، نخست‌وزیر پیشین، به طرح کودتا متهم شد، اگرچه مشخص نیست که آیا این طرح واقعاً دولت جمهوری جدید را هدف قرار داده است یا سلطنت لغو شده. میوندوال دستگیر شد و ظاهراً قبل از محاکمه در زندان خودکشی کرد، اما باورهای رایج می‌گویند که او تا حد مرگ شکنجه شده است.

### ظهور کمونیسم
پس از تأسیس جمهوری افغانستان توسط جنرال داوود در سال ۱۹۷۳، به اعضای حزب دموکراتیک خلق (PDPA) مناصب در دولت داده شد. در سال ۱۹۷۶ رئیس‌جمهور داوود یک برنامه اقتصادی هفت ساله برای کشور ایجاد کرد. او برنامه‌های آموزشی نظامی را با هند آغاز کرد و مذاکرات توسعه اقتصادی را با ایران آغاز کرد. داوود همچنین توجه خود را به کشورهای نفت خیز خاورمیانه مانند عربستان سعودی، عراق و کویت از جمله برای کمک مالی معطوف کرد.
اما در دوران ریاست جمهوری داوود، روابط با اتحاد جماهیر شوروی بدتر شد. آنها تغییر او را به سمت رهبری دوستدار غرب خطرناک می‌دیدند، از جمله انتقاد داود از عضویت کوبا در جنبش عدم تعهد و اخراج داود از مشاوران نظامی و اقتصادی شوروی. سرکوب اپوزیسیون سیاسی علاوه بر این، PDPA مورد حمایت شوروی را که متحد مهمی در کودتای ۱۹۷۳ علیه شاه بود، علیه او تبدیل کرد.
داوود در سال ۱۹۷۸ به مقدار کمی از آنچه در نظر داشت دست یافته بود. اقتصاد افغانستان هیچ پیشرفت واقعی نداشت و سطح زندگی افغانستان افزایش نیافت. داود همچنین انتقادهای زیادی را به خاطر قانون اساسی تک حزبی خود در سال ۱۹۷۷ برانگیخت که او را از حامیان سیاسی خود دور کرد.
زمانی که افغان‌ها تا سال ۱۹۷۸ از دولت داوود ناامید شده بودند، مقامات دولتی حزب دموکراتیک خلق به تنهایی توسط برخی با اصلاحات اقتصادی و اجتماعی شناسایی شدند. در این زمان، دو جناح اصلی حزب دموکراتیک خلق که قبلاً درگیر جنگ قدرت بودند، به توافقی شکننده برای آشتی دست یافته بودند. مقامات ارتش هوادار کمونیست‌ها تا آن زمان در حال برنامه‌ریزی برای حرکتی علیه دولت بودند. به گفته حفیظ الله امین، که در سال ۱۹۷۹ رئیس دولت افغانستان شد، حزب دموکراتیک خلق در سال ۱۹۷۶، دو سال قبل از تحقق کودتا، طراحی کودتا را آغاز کرده بود.

### انقلاب ثور
حزب دموکراتیک خلق قدرت را در یک کودتای نظامی وحشیانه در سال ۱۹۷۸ به دست گرفت که بیشتر به انقلاب ثور معروف است. در ۲۷ آوریل، نیروهای پایگاه نظامی در میدان هوایی بین‌المللی کابل به سمت مرکز پایتخت حرکت کردند. تنها ۲۴ ساعت طول کشید تا قدرت، با فشار سریع از جمله حمله هوایی به ارگ (کاخ ریاست جمهوری) تثبیت شود و واحدهای ارتش شورشی به سرعت مؤسسات و خطوط ارتباطی مهم را تصرف کردند. داوود مخلوع و بیشتر خانواده اش روز بعد اعدام شدند.
نور محمد تره کی، دبیرکل حزب دموکراتیک خلق، به عنوان رئیس هیئت رئیسه شورای انقلاب معرفی شد و عملاً جانشین محمد داوود خان به عنوان رئیس دولت شد. او همزمان رئیس دولت جمهوری دموکراتیک تازه تأسیس افغانستان شد.